# Лесная промышленность (издательство)
«Лесна́я промы́шленность» — советское и российское специализированное издательство, существовавшее в 1963—1998 годы.

## История
Основано в 1963 году в Москве путём слияния издательства Гослесбумиздата и редакции Сельхозиздата.
В 1990 году переименовано в «Экология».
В 1998 году вошло в состав издательства «Колос».

## Издательская деятельность
Выпускало научно-техническую, производственную, справочную, научно-популярную литературу по лесной, лесопильной, лесосплавной, лесозаготовительной, целлюлозно-бумажной, спичечной, фанерной, гидролизной, картонной, целлюлозно-бумажной промышленности и лесному хозяйству.
В 1976 году было выпущено 173 книги и брошюры тиражом около 2 миллионов экземпляров.
В 1979 году было выпущено 159 книг и брошюр тиражом около 1,9 миллионов экземпляров.